# Moreauville
Moreauville es una villa ubicada en la parroquia de Avoyelles en el estado estadounidense de Luisiana. En el Censo de 2010 tenía una población de 929 habitantes y una densidad poblacional de 118,5 personas por km².

## Geografía
Moreauville se encuentra ubicada en las coordenadas 31°2′3″N 91°58′54″O / 31.03417, -91.98167. Según la Oficina del Censo de los Estados Unidos, Moreauville tiene una superficie total de 7.84 km², de la cual 7.84 km² corresponden a tierra firme y (0%) 0 km² es agua.

## Demografía
Según el censo de 2010, había 929 personas residiendo en Moreauville. La densidad de población era de 118,5 hab./km². De los 929 habitantes, Moreauville estaba compuesto por el 57.8% blancos, el 36.17% eran afroamericanos, el 2.37% eran amerindios, el 0.11% eran asiáticos, el 0% eran isleños del Pacífico, el 0.11% eran de otras razas y el 3.44% pertenecían a dos o más razas. Del total de la población el 0.97% eran hispanos o latinos de cualquier raza.